# باشگاه فوتبال اینتر تورکو
باشگاه فوتبال اینتر تورکو (انگلیسی: FC Inter Turku) یک باشگاه فوتبال در شهر تورکو، فنلاند است.
این باشگاه که در سال ۱۹۹۰ تأسیس شده سابقه یک قهرمانی در لیگ برتر فوتبال فنلاند را در کارنامه دارد.